# Will Norris
William James Norris (Watford, Hertfordshire, 16 de janeiro de 1992) é um futebolista profissional inglês que atua como goleiro.

## Carreira
Will Norris começou a carreira no Hatfield Town.

## Títulos
Wolverhampton Wanderers
- EFL Championship: 2017–18[2]